# Norsko na Zimních olympijských hrách 1968
Norsko na Zimních olympijských hrách 1968 v Grenoble reprezentovalo 65 sportovců, z toho 54 mužů a 11 žen. Nejmladším účastníkem byl Kirsti Biermann (17 let, 191 dní), nejstarším pak Harald Grønningen (33 let, 128 dní). Reprezentanti vybojovali 14 medailí, z toho 6 zlatých, 6 stříbrných a 2 bronzové.

## Medailisté
| Medaile | Jméno                                                     | Sport           | Disciplína              |
| ------- | --------------------------------------------------------- | --------------- | ----------------------- |
| Zlato   | Magnar Solberg                                            | Biatlon         | Muži 20 km              |
| Zlato   | Harald Grønningen                                         | Běh na lyžích   | Muži 15 km              |
| Zlato   | Ole Ellefsæter                                            | Běh na lyžích   | Muži 50 km              |
| Zlato   | Odd Martinsen Pål Tyldum Harald Grønningen Ole Ellefsæter | Běh na lyžích   | Muži štafeta 4 x 10 km  |
| Zlato   | Babben Enger Damon Inger Aufles Berit Mørdre Lammedal     | Běh na lyžích   | Ženy štafeta 3 x 5 km   |
| Zlato   | Fred Anton Maier                                          | Rychlobruslení  | Muži 5 000 m            |
| Stříbro | Ola Wærhaug Olav Jordet Magnar Solberg Jon Istad          | Biatlon         | Muži štafeta 4 x 7.5 km |
| Stříbro | Odd Martinsen                                             | Běh na lyžích   | Muži 30 km              |
| Stříbro | Berit Mørdreová                                           | Běh na lyžích   | Ženy 10 km              |
| Stříbro | Magne Thomassen                                           | Rychlobruslení  | Muži 500 m              |
| Stříbro | Ivar Eriksen                                              | Rychlobruslení  | Muži 1 500 m            |
| Stříbro | Fred Anton Maier                                          | Rychlobruslení  | Muži 10 000 m           |
| Bronz   | Inger Auflesová                                           | Běh na lyžích   | Ženy 10 km              |
| Bronz   | Lars Grini                                                | Skoky na lyžích | Muži velký můstek       |